# جو هيلي
جو هيلي (بالإنجليزية: Joe Healey)‏ هو منافس ألعاب قوى أمريكي، ولد في 25 يوليو 1910، وتوفي في 16 مايو 1992.

## وصلات خارجية
- جو هيلي على موقع أوليمبيديا (الإنجليزية)